# Chalcides manueli
Chalcides manueli е вид влечуго от семейство Сцинкови (Scincidae). Видът е уязвим и сериозно застрашен от изчезване.

## Разпространение и местообитание
Разпространен е в Мароко.
Обитава места с песъчлива почва, склонове, поляни, крайбрежия и плажове.

## Описание
Популацията на вида е намаляваща.